# 네로 AG

네로 AG(Nero AG, 2005년까지 사명: 어헤드 소프트웨어 AG, Ahead Software AG)는 CD/DVD/BD 버닝 제품군인 네로 버닝 롬(Nero Burning ROM)으로 특히 잘 알려진 독일 컴퓨터 소프트웨어 회사이다. 이 회사의 주요 제품은 굽기, 파일 변환, 미디어 관리 및 비디오 편집 기능으로 구성된 소프트웨어인 네로 2019이며, 몇 년 동안 새 릴리스가 나오지 않았지만 매년 업데이트되었다.

## 역사
리처드 레서(Richard Lesser)는 1995년에 어헤드 소프트웨어(Ahead Software GmbH)로 회사를 설립했다. 이 회사는 2001년에 이름(및 법적 형식)을 어헤드 소프트웨어 AG(Ahead Software AG)로 변경했고, 2005년에 다시 네로 AG(Nero AG)로 변경했다.
네로 그룹에는 미국 캘리포니아주 글렌데일(Nero Inc., 2001년 설립), 일본 요코하마(Nero K.K., 2004년 설립) 및 중국 항저우(Nero Ltd., 2007년 설립)에 해외 자회사가 포함되어 있다. 미국과 일본 사업장은 영업 사무소이며, 중국 자회사는 회사에 내부 개발 서비스를 제공하기 위해 독점적으로 운영된다.
2007년 5월에는 룩셈부르크에 본사를 둔 회사 Agrippina International SàrL이 네로 AG 주식의 25% 이상을 소유하고 있다고 발표되었다.
2009년에 회사는 독일에 네로 디밸롭먼트 앤드 서비시즈(Nero Development and Services GmbH)와 네로 EMEA 세일즈(Nero EMEA Sales GmbH)라는 두 개의 자회사를 추가로 설립했다.
2014년에 회사는 네로 AG의 운영 및 본사와 네로 디밸롭먼트 앤드 서비시즈 및 네로 EMEA 세일즈의 두 그룹 회사를 칼스루에로 이전했다.